# Gobierno de Shmihal
El gobierno de Shmihal (en ucraniano: Уряд Дениса Шмигаля) fue el gabinete de Ucrania formado el 4 de marzo de 2020 por Denís Shmihal como primer ministro.
El 3 de marzo de 2020, el primer ministro Oleksiy Honcharuk presentó su dimisión y según la ley ucraniana la dimisión del primer ministro significó la dimisión automática de todo su gabinete. El día siguiente, la renuncia de Honcharuk fue ratificada por la Rada Suprema (el parlamento ucraniano) y su gabinete fue reemplazado por el gobierno de Shmihal.
La transición del gabinete de Honcharuk fue tomada por la prensa local como un tema preocupante y foco de inestabilidad. En su discurso ante el parlamento, el presidente Volodímir Zelenski expresó su deseo de que se formase un gabinete más fuerte.

## Votación a Primer ministro
La votación de Shmihal como Primer ministro de Ucrania fue aprobada por la Rada Suprema el 4 de marzo de 2020. Shmihal era el vice primer ministro en funciones en el momento de la votación. 291 diputados de los 450 diputados de la Rada Suprema votaron a favor de su candidatura, mientras los miembros de la mayoría de las otras facciones (Plataforma de Oposición - Por la Vida, Solidaridad Europea, Patria [Batkivschina] y Voz [Holos]) no lo apoyaron.
| Facción                               | Sí  | No | Abstenido | No votó | Ausente |
| ------------------------------------- | --- | -- | --------- | ------- | ------- |
| Servidor del Pueblo                   | 242 | 0  | 1         | 0       | 5       |
| Plataforma de Oposición - Por la Vida | 0   | 35 | 2         | 3       | 4       |
| Solidaridad Europea                   | 0   | 24 | 0         | 1       | 2       |
| Batkivshchina                         | 0   | 0  | 20        | 1       | 3       |
| Por el Futuro                         | 18  | 0  | 0         | 2       | 2       |
| Holos                                 | 0   | 0  | 19        | 1       | 0       |
| TRUST                                 | 17  | 0  | 0         | 0       | 0       |
| Independientes                        | 14  | 0  | 4         | 1       | 2       |
| Todos los partidos                    | 291 | 59 | 46        | 9       | 18      |
| Fuente                                |     |    |           |         |         |

## Composición
Durante el periodo de la votación de investidura para el nuevo gobierno, cinco carteras ministeriales quedaron vacantes en los siguientes ministerios: el Ministerio de Economía, el Ministerio de Agricultura, el Ministerio de Energía, el Ministerio de Cultura, y el Ministerio de Educación. Cuatro ministros mantuvieron la misma cartera que con Honcharuk: el ministro de Transformación Digital, Mijailo Fédorov, ministro de Justicia, Denis Maliuska, ministro de Infraestructura, Vladislav Krikliy, y el Ministro del Interior, Arsén Avákov. Dos ministros cambiaron sus carteras: Vadim Pristaiko pasó del Ministerio de Asuntos Exteriores a primer ministro de para la Integración Europea; mientras Dmytró Kuleba hizo el camino inverso, convirtiéndose en el ministro de Asuntos Exteriores. El 18 de mayo de 2021 el parlamento rechazó Krikliy como ministro de Infraestructura.
Todos las carteras ministeriales —aparte de las de los Ministros de Defensa y de Asuntos Exteriores, que habían sido negociadas al votar por el presidente Zelenski— fueron votadas en una misma tanda, obteniendo el apoyo de 277 diputados.
El ministro de Salud, Illiá Yemets y el ministro de Finanzas, Íhor Umanski, fueron rechazados por la Rada el 30 de marzo de 2020.
El gobierno no tuvo en un principio un ministro Medioambiental como cartera propia (el Ministerio de Energía y Protección Medioambiental de Ucrania fue el responsable inicial de las políticas medioambientales), pero el 19 de junio de 2020 Roman Abramovski fue nombrado ministro de Protección Medioambiental y Recursos Naturales.
El 4 de julio de 2020, el presidente Zelenski anunció que un nuevo puesto de primer ministro para Política Industrial podría aparecer en el gobierno en una semana. El 16 de julio de 2020 Oleh Uruski fue nombrado vice primer ministro de Ucrania con la responsabilidad del nuevo Ministerio de Industrias Estratégicas de Ucrania.
En el anterior gabinete de Honcharuk el Ministerio responsable de políticas agrarias era el Ministerio de Desarrollo Económico, Comercio y Agricultura. Pero en enero de 2020, Zelenski declaró la necesidad de disgregar la parte de agricultura de este Ministerio. Cuándo el gabinete de Shmihal fue a nombra al ministro Timofiy Milovánov rechazó encabezar el nuevo Ministerio de Agricultura, como ya había rechazado encabezar el de Desarrollo Económico, Comercio y Agricultura. El 17 de diciembre de 2020, Roman Leshchenko fue nombrado tan ministro de Comida y Política Agraria.
El ministro de Asuntos Veteranos, Serhiy Bessarab, dimitió el 16 de diciembre de 2020 para razones de salud. Este fue reemplazado dos días después por Yulia Laputina.
El 18 de mayo de 2021, el parlamento ucraniano rechazó a Igor Petrashko como ministro de Desarrollo Económico y Comercio. Dos días después, su sucesor fue Oleksiy Liubchenko, quién fue nombrado también Vice primer ministro. Liubchenko fue descartado por la Rada Suprema el 3 de noviembre de 2021.
El 12 de julio de 2021 Ministro del Interior, Arsén Avákov, anunció que había entregado su carta de dimisión como ministro, esta dimisión fue aceptada por la Rada Suprema dos días más tarde. El 16 de julio de 2021, Denís Monastirski, se erigió como el sucesor de Avákov.
El ministro medioambiental, Roman Abramovski, el ministro de Industrias Estratégicas, Oleh Uruski, y el ministro de Defensa, Andriy Taran, fueron expulsados por la Rada el 3 de noviembre de 2021.
     Servidor del Pueblo     Voz     Frente Popular     Independientes

### Primer ministro de Ucrania
| Fotografía | Primer ministro | Período            | Período             | Partido | Partido |
| Fotografía | Primer ministro | Inicio             | Fin                 | Partido | Partido |
| ---------- | --------------- | ------------------ | ------------------- | ------- | ------- |
|            | Denís Shmihal   | 4 de marzo de 2020 | 17 de julio de 2025 |         | Ind     |

### Primer vice primer ministro de Ucrania
| Fotografía | Titular            | Período                | Período                | Partido | Partido | Ref    |
| Fotografía | Titular            | Inicio                 | Fin                    | Partido | Partido | Ref    |
| ---------- | ------------------ | ---------------------- | ---------------------- | ------- | ------- | ------ |
|            | Oleksiy Liubchenko | 20 de mayo de 2021     | 3 de noviembre de 2021 |         | Ind     | [ 22 ] |
|            | Yulia Svyrydenko   | 3 de noviembre de 2021 | 17 de julio de 2025    |         | Ind     | [ 21 ] |

### Vice primeros ministros de Ucrania
| Fotografía                                  | Titular           | Período                | Período                 | Partido | Partido | Ref    |
| Fotografía                                  | Titular           | Inicio                 | Fin                     | Partido | Partido | Ref    |
| ------------------------------------------- | ----------------- | ---------------------- | ----------------------- | ------- | ------- | ------ |
| Integración Europea y Euroatlántica         |                   |                        |                         |         |         |        |
|                                             | Vadim Pristaiko   | 4 de marzo de 2020     | 4 de junio de 2020      |         | Ind     |        |
|                                             | Olga Stefanishina | 4 de junio de 2020     | 17 de julio de 2025     |         |         | [ 29 ] |
| Innovación, Educación, Ciencia y Tecnología |                   |                        |                         |         |         |        |
|                                             | Mijailo Fédorov   | 21 de marzo de 2023    | 17 de julio de 2025     |         |         |        |
|                                             |                   |                        |                         |         |         |        |
|                                             | Oleh Uruskyi      | 16 de julio de 2020    | 3 de noviembre de 2021  |         | Ind     | [ 14 ] |
|                                             | Oleksii Reznikov  | 4 de marzo de 2020     | 3 de noviembre de 2021  |         | Ind     |        |
|                                             | Iryna Vereshchuk  | 4 de noviembre de 2021 | 5 de septiembre de 2024 |         |         |        |

### Ministerios
| Ministerio                                               | Fotografía | Titular               | Período                 | Período                 | Partido | Partido | Ref    |
| Ministerio                                               | Fotografía | Titular               | Inicio                  | Fin                     | Partido | Partido | Ref    |
| -------------------------------------------------------- | ---------- | --------------------- | ----------------------- | ----------------------- | ------- | ------- | ------ |
| Asuntos de los Veteranos                                 |            | Serhiy Bessarab       | 4 de marzo de 2020      | 16 de diciembre de 2020 |         | Ind     |        |
| Asuntos de los Veteranos                                 |            | Yulia Laputina        | 18 de diciembre de 2020 | 9 de febrero de 2024    |         | Ind     | [ 19 ] |
| Asuntos de los Veteranos                                 |            | Oleksandr Porkhoun    | 9 de febrero de 2024    | 5 de septiembre de 2024 |         | Ind     |        |
| Asuntos de los Veteranos                                 |            | Nataliya Kalmykova    | 5 de septiembre de 2024 | 17 de julio de 2025     |         | Ind     |        |
| Cultura y Comunicaciones Estratégicas                    |            | Svitlana Fomenko      | 10 de marzo de 2020     | 4 de junio de 2020      |         | Ind     |        |
| Cultura y Comunicaciones Estratégicas                    |            | Oleksandr Tkachenko   | 4 de junio de 2020      | 27 de julio de 2023     |         |         |        |
| Cultura y Comunicaciones Estratégicas                    |            | Rostyslav Karandieiev | 28 de julio de 2023     | 5 de septiembre de 2024 |         | Ind     |        |
| Cultura y Comunicaciones Estratégicas                    |            | Mykola Tochytskyi     | 5 de septiembre de 2024 | 17 de julio de 2025     |         | Ind     |        |
| Defensa                                                  |            | Andriy Taran          | 4 de marzo de 2020      | 3 de noviembre de 2021  |         | Ind     |        |
| Defensa                                                  |            | Oleksii Reznikov      | 4 de noviembre de 2021  | 5 de septiembre de 2023 |         | Ind     |        |
| Defensa                                                  |            | Rustem Umiérov        | 6 de septiembre de 2023 | 17 de julio de 2025     |         |         |        |
| Desarrollo de Comunidades, Territorios e Infraestructura |            | Vladyslav Krykliy     | 29 de agosto de 2019    | 18 de mayo de 2021      |         |         | [ 10 ] |
| Desarrollo de Comunidades, Territorios e Infraestructura |            | Oleksandr Kubrakov    | 20 de mayo de 2021      | 9 de mayo de 2024       |         |         | [ 30 ] |
| Desarrollo de Comunidades, Territorios e Infraestructura |            | Vasyl Lozynskyi       | 9 de mayo de 2024       | 4 de septiembre de 2024 |         | Ind     |        |
| Desarrollo de Comunidades, Territorios e Infraestructura |            | Oleksiy Kuleba        | 5 de septiembre de 2024 | 17 de julio de 2025     |         |         |        |
| Desarrollo de Comunidades y Territorios                  |            | Oleksiy Chernyshov    | 4 de marzo de 2020      | 3 de noviembre de 2022  |         | Ind     |        |
| Economía                                                 |            | Pavlo Kukhta          | 4 de marzo de 2020      | 17 de marzo de 2020     |         |         |        |
| Economía                                                 |            | Ihor Petrashko        | 17 de marzo de 2020     | 18 de mayo de 2021      |         | Ind     |        |
| Economía                                                 |            | Oleksiy Liubchenko    | 20 de mayo de 2021      | 3 de noviembre de 2021  |         | Ind     |        |
| Economía                                                 |            | Yulia Svyrydenko      | 3 de noviembre de 2021  | 17 de julio de 2025     |         | Ind     |        |
| Educación y Ciencia                                      |            | Yuriy Polyukhovych    | 4 de marzo de 2020      | 25 de marzo de 2020     |         | Ind     |        |
| Educación y Ciencia                                      |            | Lubomyra Mandziy      | 25 de marzo de 2020     | 25 de junio de 2020     |         | Ind     |        |
| Educación y Ciencia                                      |            | Serhiy Shkarlet       | 25 de junio de 2020     | 20 de marzo de 2023     |         | Ind     |        |
| Educación y Ciencia                                      |            | Oksen Lisovyi         | 21 de marzo de 2023     | 17 de julio de 2025     |         | Ind     |        |
| Energía                                                  |            | Vitaliy Shubin        | 10 de marzo de 2020     | 16 de abril de 2020     |         | Ind     |        |
| Energía                                                  |            | Olha Buslavets        | 16 de abril de 2020     | 20 de noviembre de 2020 |         | Ind     |        |
| Energía                                                  |            | Yurii Boyko           | 20 de noviembre de 2020 | 21 de diciembre de 2020 |         | Ind     |        |
| Energía                                                  |            | Yuriy Vitrenko        | 21 de diciembre de 2020 | 29 de abril de 2021     |         | Ind     |        |
| Energía                                                  |            | Herman Halushchenko   | 29 de abril de 2021     | 17 de julio de 2025     |         | Ind     |        |
| Finanzas                                                 |            | Ihor Umansky          | 4 de marzo de 2020      | 30 de marzo de 2020     |         | Ind     |        |
| Finanzas                                                 |            | Serhiy Marchenko      | 30 de marzo de 2020     | 17 de julio de 2025     |         | Ind     |        |
| Industrias Estratégicas                                  |            | Oleh Uruskyi          | 16 de julio de 2020     | 3 de noviembre de 2021  |         | Ind     |        |
| Industrias Estratégicas                                  |            | Pavlo Riabikin        | 4 de noviembre de 2021  | 20 de marzo de 2023     |         | Ind     |        |
| Industrias Estratégicas                                  |            | Oleksandr Kamyshin    | 21 de marzo de 2023     | 4 de septiembre de 2024 |         | Ind     |        |
| Industrias Estratégicas                                  |            | Herman Smetanin       | 5 de septiembre de 2024 | 17 de julio de 2025     |         | Ind     |        |
| Interior                                                 |            | Arsén Avákov          | 27 de febrero de 2014   | 15 de julio de 2021     |         |         | [ 23 ] |
| Interior                                                 |            | Denís Monastirski     | 16 de julio de 2021     | 18 de enero de 2023     |         |         | [ 31 ] |
| Interior                                                 |            | Ihor Klymenko         | 18 de enero de 2023     | 17 de julio de 2025     |         | Ind     |        |
| Justicia                                                 |            | Denys Maliuska        | 29 de agosto de 2019    | 5 de septiembre de 2024 |         |         |        |
| Justicia                                                 |            | Olha Stefanishyna     | 5 de septiembre de 2024 | 17 de julio de 2025     |         |         |        |
| Juventud y Deportes                                      |            | Vadym Gutzeit         | 4 de marzo de 2020      | 9 de noviembre de 2023  |         | Ind     |        |
| Juventud y Deportes                                      |            | Matvii Bidnyi         | 9 de noviembre de 2023  | 17 de julio de 2025     |         | Ind     |        |
| Política Agraria y Alimentación                          |            | Roman Leshchenko      | 17 de diciembre de 2020 | 24 de marzo de 2022     |         | Ind     |        |
| Política Agraria y Alimentación                          |            | Mykola Solskyi        | 24 de marzo de 2022     | 9 de mayo de 2024       |         |         |        |
| Política Agraria y Alimentación                          |            | Taras Vysotskyi       | 9 de mayo de 2024       | 5 de septiembre de 2024 |         | Ind     |        |
| Política Agraria y Alimentación                          |            | Vitaliy Koval         | 5 de septiembre de 2024 | 17 de julio de 2025     |         |         |        |
| Política Social                                          |            | Maryna Lazebna        | 4 de marzo de 2020      | 18 de julio de 2022     |         | Ind     |        |
| Política Social                                          |            | Oksana Zholnovych     | 19 de julio de 2022     | 17 de julio de 2025     |         | Ind     |        |
| Protección Ambiental y Recursos Naturales                |            | Roman Abramovsky      | 19 de junio de 2020     | 3 de noviembre de 2021  |         | Ind     |        |
| Protección Ambiental y Recursos Naturales                |            | Ruslan Strilets       | 3 de noviembre de 2021  | 5 de septiembre de 2024 |         | Ind     |        |
| Protección Ambiental y Recursos Naturales                |            | Svitlana Hrynchuk     | 5 de septiembre de 2024 | 17 de julio de 2025     |         | Ind     |        |
| Relaciones Exteriores                                    |            | Dmitró Kuleba         | 4 de marzo de 2020      | 5 de septiembre de 2024 |         | Ind     |        |
| Relaciones Exteriores                                    |            | Andrii Sybiha         | 5 de septiembre de 2024 | 17 de julio de 2025     |         | Ind     | [ 32 ] |
| Salud                                                    |            | Illia Yemets          | 4 de marzo de 2020      | 30 de marzo de 2020     |         | Ind     |        |
| Salud                                                    |            | Maksym Stepanov       | 30 de marzo de 2020     | 18 de mayo de 2021      |         |         |        |
| Salud                                                    |            | Viktor Liashko        | 20 de mayo de 2021      | 17 de julio de 2025     |         | Ind     | [ 33 ] |
| Secretaría del Gabinete de Ministros                     |            | Oleh Nemchinov        | 4 de marzo de 2020      | 17 de julio de 2025     |         | Ind     |        |
| Transformación Digital                                   |            | Mijailo Fédorov       | 29 de agosto de 2019    | 17 de julio de 2025     |         |         |        |
| Unidad Nacional de Ucrania                               |            | Oleksii Reznikov      | 4 de marzo de 2020      | 3 de noviembre de 2021  |         | Ind     |        |
| Unidad Nacional de Ucrania                               |            | Iryna Vereshchuk      | 4 de noviembre de 2021  | 5 de septiembre de 2024 |         |         |        |
| Unidad Nacional de Ucrania                               |            | Taras Vysotskyi       | 6 de septiembre de 2024 | 3 de diciembre de 2024  |         | Ind     |        |
| Unidad Nacional de Ucrania                               |            | Oleksiy Chernyshov    | 3 de diciembre de 2024  | 17 de julio de 2025     |         |         |        |

## Desempeño

### Acusaciones de corrupción
El 2 de abril de 2020, el exministro de Finanzas, Íhor Umanski, acusó al jefe de las Aduanas, Maxim Nefyódov, y al jefe del Servicio Fiscal del Estado, Serhii Verlanov, de no recibir 5 mil millones de grivnas mensuales debido a su inacción. En particular, señaló que había informado al primer ministro Denís Shmihal sobre estos hechos:

Me acerco a él, le muestro: «Mira, estamos jugando con bollos aquí y ahora, pero aquí está la información de cada mes, y esto es solo sobre los "giros" con IVA. Eso es un promedio de ₴ 5 mil millones al mes por debajo del presupuesto». Tan pronto como llegué al Ministerio de Finanzas, rápidamente comencé a filtrar información de todos los lados, con transcripciones sobre empresas y sobre cantidades: Dónde empiezan, por quién pasan, de dónde los sacan. ¡Y 5 mil millones es solo del IVA! Klimenko y Yanukovich lo ven y dicen: «Maldita sea, ¿qué, era posible?»
Entrevista de Igor Umansky en LB.ua

El 24 de abril de 2020, el jefe del Servicio de Aduanas estatal, Maxim Nefiodov, y el jefe del Servicio de Impuestos del Estado, Sergey Verlanov, fueron despedidos.
El 8 de enero de 2022, Oleksandr Danyliuk señaló que las autoridades habían transferido la potestad sobre el cobro del IVA al diputado Danilo Getmantsev, presidente del Comité Parlamentario de Política Financiera, Fiscal y Aduanera.

#### Uso cuestionable de fondos
En abril de 2020, el Gobierno estableció el Fondo COVID-19 para áreas prioritarias afectadas por la pandemia, para el cual se asignaron UAH 66 millardos. En julio del mismo año, el Gobierno informó de que iban a destinar 35 millardos del fondo para la reparación de carreteras, más del doble de lo asignado a la asistencia médica, 16 millardos.

### Política fiscal
La política fiscal del gobierno de Shmihal ha atraído críticas de la sociedad civil. Incluyendo la redacción de la ley N.º 466 (N.º 1210) «Sobre las enmiendas al Código Tributario de Ucrania relativas a la mejora de la administración tributaria, la eliminación de las incoherencias técnicas y lógicas en la legislación fiscal», que salvan los activistas de la FOP llamados "terror fiscal"; el proyecto de ley n.º 5600, que aumentará significativamente los impuestos sobre la venta de inmuebles; la elaboración del proyecto de ley N.º 4184 que, en particular, obligará a los gigantes de Internet que operan en Ucrania a pagar un IVA adicional por su actividad en Ucrania.

### Colapso del sistema sanitario
En noviembre de 2020, el primer ministro llamó a la calma sobre los rumores de un posible colapso sanitario. Sin embargo, los medios de comunicación informaban sobre muertes en hospitales por falta de concentradores de oxígeno así como la negativa de ciertos hospitales de atender casos con síntomas graves por falta de plazas e incluso se habló de fallecidos que permanecieron durante horas en las salas debido al retraso logístico de los servicios funerarios. A finales del mes, el país adquirió 9.000 concentradores nuevos por unos UAH 500 millones. También en esos días el entonces ministro de Salud en funciones, Maksym Stepanov, informó que la compra se debía a mejorar la respuesta ante el problema sanitario, pero que la estadística de la falta de concentradores estaba inflada negativamente ya que no se tenían en cuenta concentradores que estaban en uso por pacientes de otras dolencias distintas a la COVID, tales como pacientes con ataques cardíacos o accidentes cerebrovasculares.

### Crisis con Rusia
En abril de 2021, las Fuerzas Terrestres de Ucrania se prepararon para un posible invasión rusa a la vez que se anunciaba una reunión estratégica de defensa, de mano del ministro de Defensa y la plana mayor del gabinete gubernamental, para organizar la defensa antiterrorista al tiempo que se fortalecía y protegía la frontera e instalaciones críticas para protegerse del sabotaje y de grupos de reconocimiento de áreas fronterizas sureñas.
Con distintos altibajos durante el año, la crisis estalló oficialmente el 13 de noviembre de 2021 cuando el presidente ucraniano, Volodímir Zelenski, anunció que las Fuerzas Armadas Rusas habían congregado 100 000 efectivos militares en las zonas fronterizas con Ucrania.